# Michael Lierz

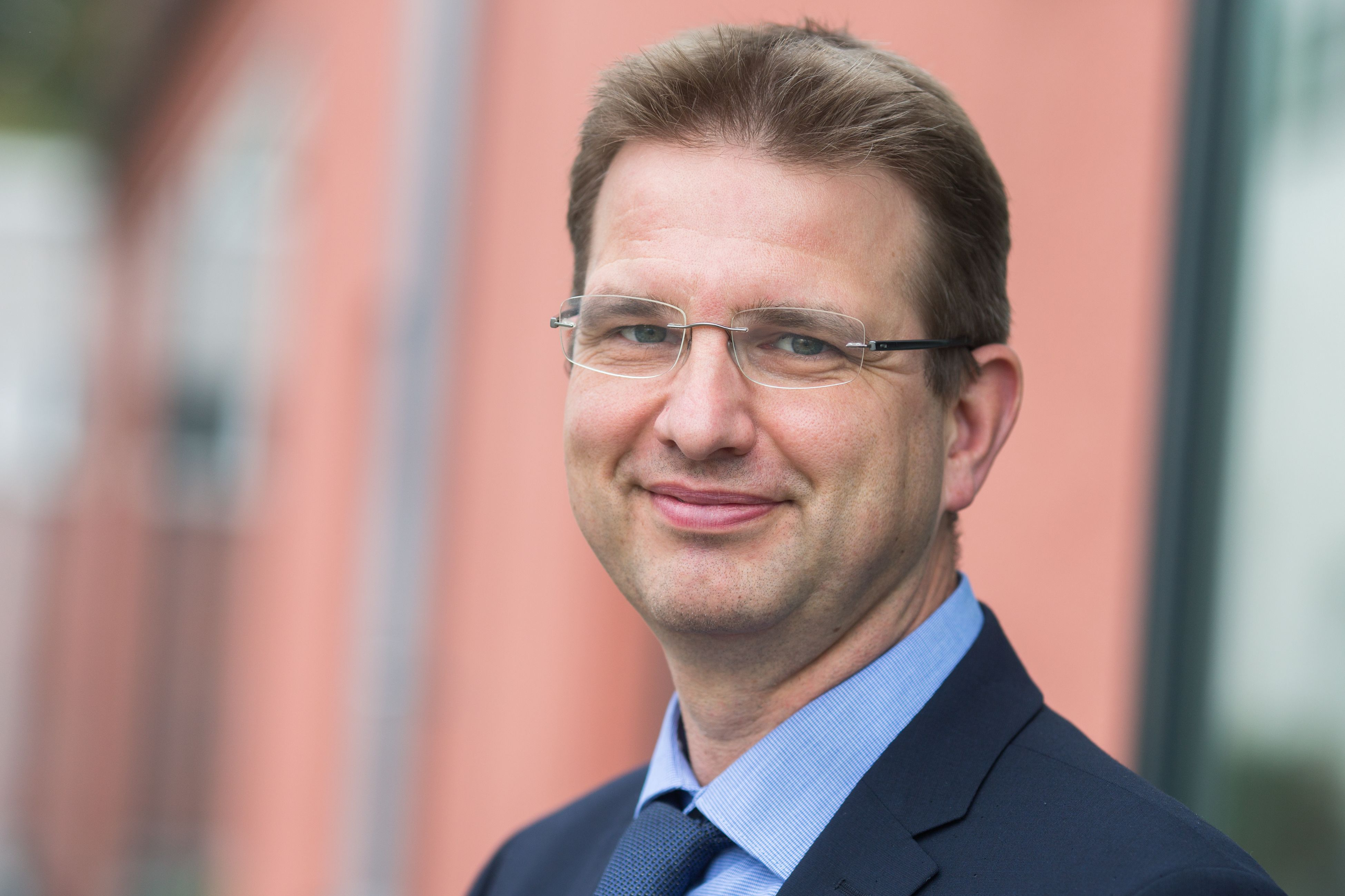
Prof. Dr. Michael Lierz; Foto: JLU-Pressestelle / Rolf K. Wegst

Michael Walter Lierz (* 1971 in Korschenbroich) ist ein deutscher Tiermediziner, Hochschullehrer und Direktor der Klinik für Vögel, Reptilien, Amphibien und Fische der Justus-Liebig Universität Gießen.

## Leben
Lierz studierte 1990 bis 1996 Veterinärmedizin an der Tierärztlichen Hochschule Hannover. Bei Leo Brunnberg an der Freien Universität Berlin, promovierte er 1999 über „Untersuchungen zum Krankheitsspektrum aufgefundener Greifvögel und Eulen in Berlin und Brandenburg.“ Von 1997 bis 2001 war er leitender Direktor des Abu Dhabi Falcon Research Hospitals der Vereinigten Arabischen Emirate und kehrte dann an die FU Berlin in die Wissenschaft zurück. 2009 folgte die Habilitation (Fachgebiet: Geflügel-, Zier-, Zoo- und Wildvogelkunde-, krankheiten, -epidemiologie und -hygiene) über: „Vorkommen und Bedeutung von Mykoplasmen bei Greifvögeln.“ Er ist seit 2009 Professor und Direktor der Klinik für Vögel, Reptilien, Amphibien und Fische der Justus-Liebig-Universität Gießen. Von April 2018 bis April 2021 war er Vizepräsident für Wissenschaftliche Infrastruktur der JLU Gießen.
Von 2013 bis 2019 war er Präsident der European Association of Avian Veterinarians und von 2013 bis 2018 stellv. Vorsitzender der Fachgruppe Zier-Zoo- und Wildvögel, Reptilien, Amphibien und Fische der Deutschen Veterinärmedizinischen Gesellschaft. Seit 2010 ist er Vorsitzender des Vereins zur Förderung der Vogelmedizin Gießen e.V. und seit 2013 Vorsitzender des Arbeitskreises Wildbiologie an der JLU Gießen e.V.
Er ist Mitglied im wissenschaftlichen Beirat der Zoologischen Gesellschaft für Arten- und Populationsschutz e.V., sowie der Vereinigung für Artenschutz, Vogelhaltung und Vogelschutz e.V.
Als Wissenschaftler publizierte Lierz bislang über 180 wissenschaftliche Abhandlungen, über 40 Buchkapitel und war Herausgeber von mehreren Büchern. Er ist wissenschaftlicher Editor in verschiedenen international renommierten Fachzeitschriften wie z. B.: Plos One, Journal of Avian Medicine and Surgery, Tierärztliche Praxis und Journal of Exotic Pet Medicine. 2017 erhielt er als erster deutscher Vogelmediziner den renommierten Lafeber-Award „Avian Practitioner of the Year“ aus den USA.
Lierz forscht vor allem an neuen assistierten Reproduktionstechniken bei bedrohten Tieren, insbesondere Vogel, sowie zu neuen Infektionskrankheiten und der deren Bedeutung für Populationen und den Artenschutz. Er engagiert sich für den Artenschutz, aber auch den Tierschutz- insbesondere in der Rehabilitation von Wildtieren. Lierz ist zudem sozial engagiert. Bei der 2022 beginnenden Flüchtlingswelle aus der Ukraine organisierte er im Flüchtlingslager eine Haustiersprechstunde, die es den Flüchtlingen ermöglichte ihre Tiere mitzunehmen.
Nachdem Lierz 2009 die Klinik für Vögel, Reptilien, Amphibien und Fische der JLU, Giessen übernommen hatte, zog diese 2020 in ein neues Gebäude und avancierte so zu einer der modernsten Kliniken in diesem Bereich. Zusätzlich gründete er dort die Abteilung Wildtierforschung mit dem Abteilungsleiter Johannes Lang, die die Forschung im Bereich Wildtiere auch auf Säugetiere ausdehnte. Hier liegen Projekte ebenfalls im Artenschutz. Projekte sind z. B. Rückgangsursachen Gartenschläfer, Gefährdung Wildkatze, Rolle des Waschbärs als Neozoon, Besatzschätzungen Niederwild, oder Wildtier-Mensch Konflikte und Tierschutz.
In seiner Zeit als Vizepräsident stellte er maßgeblich die Weichen für ein interdisziplinäres Tierschuzzentrum an der JLU-Gießen (ForTis) sowie die Etablierung einer Stiftungsprofessur zum Thema "Human-Animal Studies" gefördert durch die Bastet-Stiftung.
Lierz engagiert sich vor allem in Tier- und Artenschutz. Verschiedene Abhandlungen beschäftigen sich mit der Verbesserung des Tierschutzes in der Wildtierrehabilitation und der Stärkung privater Auffangstationen durch strukturierte Sachkundenachweise. In der emotional geführten Diskussion zur Rehabilitation von Wildtieren bemüht er sich um einen sachlichen forschungsgeprägten Umgang mit dem Thema.
Privat setzt sich Lierz mit seiner Familie vor allem für regionalen Natur- und Artenschutz ein, pflanzt Biotope und gestaltet Teiche zur Erhöhung der Biodiversität. Hierbei ist er auch direkt an Nachzucht- und Auswilderungsprojekten von bedrohten Arten, wie z. B. der Bachforelle oder der Nase beteiligt. Sein Ziel ist hier der ganzheitliche Artenschutz, d. h. alle Betroffenen in solchen Projekten zu berücksichtigen.
Lierz engagiert sich ehrenamtlich für seinen Wohnort und ist seit 2016 Mitglied des Ortsbeirates in Laubach-Wetterfeld und seit 2021 Mitglied des Natur- und Umweltbeirates der Gesamtgemeinde Laubach.

## Forschung
Die Forschungsschwerpunkte von Lierz liegen direkt in der klinischen Veterinärmedizin. In der Regel haben diese direkte Bedeutung für den Tier- und Artenschutz und befassen sich häufig mit bedrohten Tierpopulationen. Techniken der assistierten Reproduktion und Infektionskrankheiten sind hierbei im Fokus. Das Aufklären von Krankheitssyndromen und die Bedeutung neuer Erreger spielen hierbei eine große Rolle. Lierz erforscht die Bedeutung von Mykoplasmen beim Vogel und konnte dabei auch mehrere Arten neu beschreiben. Zusammen mit Prof. Achim Gruber, klärte seine Arbeitsgruppe ein Krankheitssyndrom bei Tauben auf und beschrieb Sarcocystis calchasi als einen neuen Parasit der hierfür verantwortlich war. Besonders bedeutsam sind seine Forschungen zum aviären Bornavirus bei Papageien. Er konnte mit seinem Team die Bedeutung dieses Virus für Papageien, die Übertragung und die Entstehung von klinisch gesunden Ausscheidertieren aufklären.
Seine Forschungen zur assistierten Reproduktion zielen vor allem auf Nachzuchtprojekte bedrohter Tierarten, hier vor allem Vogel, ab. Seine Arbeitsgruppe entwickelte eine neue Technik zur Spermagewinnung bei Vögeln, welches vor allem bei Großpapageien, aber auch anderen Vogelarten eingesetzt wird. Das Sperma wird dann auf weibliche Vögel übertragen, wodurch zum einen mehr Nachkommen aber auch eine größere genetische Breite in Zuchtprojekten erzeugt werden kann. Diese Techniken wurden sehr erfolgreich bereits bei verschiedenen hochbedrohten Vogelarten eingesetzt, hier vor allem dem Kakapo, Spixara, der Königsamazone, dem Schweifhuhn und der Harpyie. Für diese Projekte ist Lierz auch weltweit unterwegs. Insbesondere der Einsatz beim hochbedrohten Kakapo in Neuseeland, führte dazu, dass sich hochbedeutsame genetisch wichtige Männchen erstmalig fortpflanzten. Erfolge erzielte er auch erstmalig beim australischen Erdsittich, der lange Zeit als ausgestorben galt. Inzwischen gelang seinem Team das Einfrieren von Papageiensperma mit nachfolgender Erzeugung von Küken aus diesem. Neuere Projekte beschäftigen sich mit dem Einsatz von Biotechnologien zur Erhaltung von Arten.

## Medien/Wissenstransfer
Lierz engagiert sich sehr im Wissenstransfer. Während der Corona-Epidemie hat er komplexe Zusammenhänge auf seinem Youtube-Kanal erklärt. Zudem unterhält er ein Instagram-Konto und eine eigene Facebook-Seite.
Lierz hat in zahlreichen TV-Produktionen mitgewirkt. Unter anderem in Sendungen wie Vox-Produktionen: Menschen, Tiere und Doktoren und Hund-Katze Maus; ZDF-Tierkinder und der KIKA-Show „1,2..oder 3) mit Elton. Er ist regelmäßig als Experte zu Wissenschaftsthemen, Tier-und Artenschutz in Studioproduktionen, z.B. im Hessischen Rundfunk "Hallo Hessen" oder bei ZDF "Volle Kanne". In letztgenannter Sendung hat er zusätzlich mehrere Wissenschaftbeiträge moderiert, dies zunächst zusammen mit Joey Grit Winkler und später alleine. Zusätzliche Produktionen zum Thema Artenschutz und Wissenschaft waren in der Sendung "Planet Wissen" des Westdeutschen Rundfunks, sowie in den Podcast Folgen des HR-Funkkolleg:Mensch und Tier und SWR2-Tandem zu hören.
In der ARD-Serie "Die Haustierprofis" die von Ralph Morgenstern moderiert wird, war Lierz einer der Experten.

## Qualifikationen
(Quelle: )
- 2001: Fachtierarzt für Geflügel und Ziervögel
- 2001: Zusatzbezeichnung Artenschutz
- 2005: Diplomate of the Royal College of Veterinary Surgeons, UK, Zoological Medicine (Avian) (DZooMed)
- 2005: Fachtierarzt für Zoo-, Gehege- und Wildtiere
- 2007: Fachtierarzt für Mikrobiologie
- 2009: Diplomate of the European College of Zoological Medicine (Subdivision: Wildlife Population Health)
- 2009: EBVS® European Veterinary Specialist in Wildlife Population Health
- 2010: Diplomate of the European College of Poultry Veterinary Science

## Auszeichnungen
(Quelle: )
- 1997 Prämie der Deutschen Landwirtschaftlichen Gesellschaft für die besten 10 tiermedizinischen Abschlussstudenten des Jahres 1996
- 2005 Ursula und Heinz-Georg Klös Stiftungspreis der DVG (Nachwuchsförderpreis) für besondere wissenschaftliche Leistungen auf dem Gebiet der Zoo- und Wildtierkrankheiten
- 2008/2010 Publikationspreise der British Veterinary Zoological Society für die beste englischsprachige Publikation (Gebiet Zootier-Medizin) des Jahres
- 2012 Arbeitssicherheitspreis der JLU und Unfallkasse Hessen des Jahres 2011 (Klinik für Vögel, Reptilien, Amphibien und Fische)[49]
- 2017 Preis für den "Avian Practitioner of the Year[5]

Zusätzlich erhielt er in 2015 den Umweltpreis der Stadt Gießen sowie den Tierschutzpreis des Landes Hessen die er als Vorsitzender des Vereins der Förderung der Vogelmedizin Giessen e.V. sowie als Leiter Klinik für Vögel, Reptilien, Amphibien und Fische der JLU Giessen entgegennahm. Er erhielt mehrfach eine Anerkennung der Association of Avian Medicine, USA, für besondere Verdienste (2000, 2001, 2006, 2008, 2009, 2010, 2011, 2012, 2014)

## Schriften
- Untersuchungen zum Krankheitsspektrum aufgefundener Greifvögel und Eulen in Berlin und Brandenburg. Bielefeld, Friedland 2000, ISBN 3-89833-010-9, zugleich: Dissertation, Freie Universität Berlin, 1999
- Vorkommen und Bedeutung von Mykoplasmen bei Greifvögeln. mbv, Berlin 2009, ISBN 978-3-86664-552-3, zugleich: Habilitationsschrift, Freie Universität Berlin, 2009
- BSAVA Manual of Raptors, Pigeons and Passerine Birds, Chitty J. and Lierz M.(Hg), ISBN 978-1-905319-04-6, BSAVA Library, 2008
- SACHVERSTAND – die Sammlungen der JLU, Theiß, A. und Lierz, M. (Hg), ISBN 978-3-944682-98-3; Uni-Shop der JLU Gießen
- Diskussionsgrundlage: Erarbeitung von Grundlagen zur Evaluierung von Wildtierstationen in Hessen, K. Hail und M. Lierz, ISBN 978-3-89274-410-8

## Forschungsbeiträge
- Mit Matthias Reinschmidt, Heiner Müller, Michael Wink, Daniel Neumann: A novel method for semen collection and artificial insemination in large parrots (Psittaciformes). Universitätsbibliothek, Gießen 2013.